# Greenfee
Greenfee (auch Green-Fee) ist das von einem Golfspieler zu entrichtende Entgelt, wenn er auf einem Golfplatz spielen möchte. Der Begriff kommt aus dem Englischen und bedeutet wörtlich Grüngebühr.

## Zweck und Höhe

Greenfee-Tag (zur Befestigung an der Golftasche) des Brampton Heath Golf Centre in Church Brampton (UK).

Das (oder die) Greenfee dient zur Deckung der Betriebskosten einer Golfanlage bzw. bei kommerziellen Betreibern zur Generierung eines Profits. Der verlangte Betrag ist abhängig von verschiedenen Faktoren, in erster Linie dem Pflegezustand und der Qualität des Platzes, aber auch infrastrukturelle Einrichtungen und verkehrsgünstige Lage wirken sich aus. Das Greenfee kann zwischen zwei Golfplätzen um mehrere Größenordnungen differieren. Zu Stoßzeiten (etwa am Wochenende oder in Urlaubsgebieten zur Saison) wird normalerweise ein Aufschlag verlangt.
Die Höhe des Greenfee orientiert sich in manchen deutschen Golfclubs auch daran, was für einen Golfausweis die Gäste haben. Nicht alle Spieler bekommen von ihrem Heimatclub einen Ausweis, mit dem sie auf fremden Anlagen zu regulären Gästekonditionen spielen können. Manche Clubs geben Ausweise aus, mit denen die Spieler in fremden Clubs nur zu schlechteren Konditionen auf den Platz gelassen werden.
Eine Umfrage unter mehr als 800 Golfclubs in Europa, dem Nahen Osten und Afrika ergab, dass die durchschnittliche Greenfee im Nahen Osten (da vor allem Dubai) 80 Euro unter der Woche und 97 Euro am Wochenende beträgt. In Südafrika sind es hingegen nur 15/16 Euro. In Europa steigen die Greenfees von Ost (35/46 Euro) nach West (51/58 Euro), sowie von Nord (38/43 Euro) nach Süd (45/54 Euro).
Um Betrüger abzuschrecken, wird mit der Greenfee oft ein sogenanntes Greenfee-Tag ausgehändigt, also eine Art Quittung, die dann durch einen Marshall auf dem Golfplatz stichprobenartig kontrolliert wird.

## Ersparnis durch Clubmitgliedschaft
Besonders Vielspieler treten häufig in einen Golfclub ein, denn damit ist verbunden, dass sie für einen konstanten Mitgliedsbeitrag jederzeit kostenlos auf dem clubeigenen Platz spielen können. In diesen Fällen ist die Greenfee nur auf anderen Plätzen zu entrichten. Diese Ausprägung wird Vollmitgliedschaft genannt und ist im deutschen Sprachraum die am weitesten verbreitete Form der Clubmitgliedschaft, aber es gibt auch noch andere Varianten:
- nur zu bestimmten Zeiten entfällt das Greenfee.
- nur eine bestimmte Anzahl von Runden pro Jahr kann kostenlos gespielt werden.
- die Mitgliedschaft entbindet nicht von der Zahlung des Greenfees, bewirkt jedoch einen Rabatt.

In anderen Ländern, wie etwa den USA, ist die Mitgliedschaft in einem Golfclub nicht das dominante Modell, so dass der Markt sich segmentiert hat in private und öffentliche Golfanlagen. Letztere finanzieren sich fast ausschließlich durch die Spielgebühren, wohingegen erstere auf regelmäßige Mitgliedsbeiträge setzen und oft gar kein Spiel gegen Greenfee anbieten.